# Vergeletto
Vergeletto is een gemeente en plaats in het Zwitserse kanton Ticino, en maakt deel uit van het district Locarno.
Vergeletto telt 67 inwoners.